# Sékou Benna Camara
Vous pouvez aider à l'améliorer ou bien discuter des problèmes sur sa page de discussion.
- Il ne cite pas suffisamment ses sources. Vous pouvez indiquer les passages à sourcer avec {{référence nécessaire}} ou {{Référence souhaitée}}, et inclure les références utiles en les liant aux notes de bas de page. (Marqué depuis avril 2024)
- Certaines informations devraient être mieux reliées aux sources mentionnées dans la bibliographie ou les liens externes. Améliorez sa vérifiabilité en les associant par des références. (Marqué depuis avril 2024)

- Archive Wikiwix
- Bing
- Cairn
- DuckDuckGo
- E. Universalis
- Gallica
- Google
- G. Books
- G. News
- G. Scholar
- Persée
- Qwant
- (zh) Baidu
- (ru) Yandex
- (wd) trouver des œuvres sur Wikidata

Sékou Benna Camara, né le 25 mai 1955, est un homme politique guinéen.

## Biographie
Camara est né en 1955 dans une petite ville de molah, en Guinée, dans une famille d'ouvrière. Après avoir obtenu son baccalauréat, il a été choisi parmi les dix meilleurs étudiants du pays pour poursuivre ses études en Europe.
Camara a obtenu une maîtrise en génie hydrotechnique de l'Institut polytechnique biélorusse et a ensuite terminé son doctorat. en génie hydrotechnique et amélioration à l'institut des sciences de la recherche à Minsk, en Biélorussie.
Lors de son immigration aux États-Unis en 1955, le Dr Camara a obtenu des diplômes en programmation informatique et en conception Web. Il a travaillé pour le board of éducation, Morgan Stanley, paine webber et l'urban box office.
Camara est ensuite devenu directeur général d'AtlanTrade International, LTD, gérant les affaires liées à l'exploitation minière, à l'importation et à l'exportation de ressources.
Depuis plusieurs années, Camara travaille avec des sociétés d'investissement et des entrepreneurs, créant des stratégies d'avancement et de développement en Guinée. Il estime que le développement durable et l'utilisation judicieuse des ressources sont une nécessité pour assurer la croissance et l'avenir radieux de la Guinée.
Apres les élections législatives du 22 mars 2020, il devient député à l'assemble nationale et membre du groupe parlementaire du Rassemblement républicain.

## Vie privée
Camara est marié et père de deux enfants. Sa femme est une pianiste de formation classique. Son fils et sa fille poursuivent actuellement leurs doctorats en physiothérapie et en médecine traditionnelle chinoise, respectivement.